# スーパーロボット大戦OG 告死鳥戦記
『スーパーロボット大戦OG 告死鳥戦記』（スーパーロボットたいせんオージー こくしちょうせんき）は、著・竹田裕一郎、イラスト・八房龍之助によるロボット小説である。

## 概要
バンダイナムコゲームスから発売されたコンピュータゲーム『スーパーロボット大戦ORIGINAL GENERATION』シリーズのスピンオフ作品。

## 登場人物

### FDXチーム
リェータ・ウィーバー
本作の主人公。
ヴェスナー・スケリット
FDXチームの隊長。
オーセニ・ホドロフスキ
ガーダイド1号機のパイロット。
ジマー・ホルム
ガーダイド3号機のパイロット。
ラルカ
クレーエを操縦する小型ロボット。

### DMXチーム
ミルトン・ベレワ
DMXチームの隊長。
ライオネル・ニールセン
DMXチームの隊員。

### FDXプロジェクト関係者
ダン・ワッツ
ダニエル・インストゥルメンツ社技術統括本部次長。
ゴート・コットー
特務艦コルヴォニードの艦長。

### クライ・ウルブズ
ヒューゴ・メディオ
クライ・ウルブズの隊員。
フォリア・エスト
クライ・ウルブズの隊員。

### ケイテン・カンパニー
コレット・ピラー
コレンの姉。階級は少佐。北欧方面軍ケプラヴィーク基地所属PT部隊から出向した人物。バルトール事件に巻き込まれ、自身もバルトールのコアにされてしまい死亡した。
ウィル・ホープ
コレットの部下。中尉。北欧方面軍ケプラヴィーク基地所属PT部隊から出向した人物。ブル・トレロのテストパイロットを務めていたが、バルトール事件に巻き込まれ、バルトールのコアにされて死亡した。

#### その他
カルロ・サッキ
アビアノ基地司令。
イアン・ウィーバー
リェータの弟。L5戦役のオペレーションSRWにて、旗艦グレートアークを沈められ、戦死。
ギャスパル・ギラン
地球連邦軍元帥。
ムスタファ・ケセル
トルコ地区インジリスク基地司令。
ハンフリー・イネス
宇宙軍軌道哨戒第3戦隊司令。
エリクソン・サカス
第14PT小隊時代のヴェスナーの部下。階級は中尉。年齢は30代。北京でエアロゲイターと交戦するもゼカリアの攻撃を受け死亡。
アーヤン・シャリフ
第14PT小隊時代のヴェスナーの部下。階級は中尉。年齢は40代。北京でエアロゲイターと交戦するもゼカリアの攻撃を受け死亡。
コレン・ピラー
第14PT小隊時代のヴェスナーの部下。階級は少尉。コレットの弟。北京でエアロゲイターと交戦するもゼカリアの攻撃を受け死亡。
フィリップス・コール
第13特殊作戦PT部隊隊長。

### ノイエDC
ヤンゴ
ノイエDCの二等兵。
ガルドン
ノイエDCの軍曹。
ウタパル・アヴァリ
ノイエDCの中尉。第2部ではFDXチームの隊員として登場。
オレグ・ナザロフ
ノイエDCの大尉。
バン・バ・チュン
ノイエDCの創設者。
ロジャー・エルバ
ノイエDC残党の中尉。

### ゴライクンル
シュリコ・ハバーデ
辺境惑星出身の女性。

### 修羅
フェルナンド・アルドゥク
修羅の一人。
マグナス・アルド
修羅の一人。
グレダス・ミモザ
「赤の兄弟」という集団を束ねる修羅。